# Johan Grøttumsbråten
Johan Hagbart Pedersen Grøttumsbråten (* 12. Februar 1899 in Sørkedalen bei Oslo; † 24. Januar 1983 in Vestre Aker) war ein norwegischer Skisportler, der vor allem im Skilanglauf und in der Nordischen Kombination erfolgreich war. Während seiner Karriere wurde er insgesamt dreimal Olympiasieger und zusammen mit diesen Medaillen insgesamt sechsmal Weltmeister.

## Werdegang
Seinen ersten Erfolg erreichte Grøttumsbråten bei den Norwegischen Meisterschaften 1922 in Gjøvik, bei denen er in der Nordischen Kombination hinter Thorleif Haug und Einar Landvik die Bronzemedaille gewann. Zwei Jahre später startete er bei den Olympischen Winterspielen 1924 in Chamonix-Mont-Blanc. Nachdem er im Skilanglauf über 18 km die Silbermedaille gewonnen hatte, konnte er in der Nordischen Kombination und über 50 km Skilanglauf jeweils Bronze gewinnen.
Bei den Norwegischen Meisterschaften 1926 in Drammen gewann Grøttumsbråten seinen ersten und einzigen nationalen Titel in der Kombination, bevor er kurze Zeit später bei den Nordischen Skiweltmeisterschaften 1926 in Lahti seinen ersten Weltmeistertitel in der Kombination gewann. Im Skisprung-Einzel verpasste er eine Medaille nur knapp und wurde am Ende Vierter. Im gleichen Jahr gewann er zudem den Kombinations-Einzel-Wettbewerb am Holmenkollen.
Zwei Jahre später ging Grøttumsbråten bei den Olympischen Winterspielen 1928 in St. Moritz erneut über 18 km im Skilanglauf und in der Nordischen Kombination an den Start und wurde überlegen in beiden Disziplinen Olympiasieger und zudem auch Weltmeister, da die Olympischen Spiele zugleich als Nordische Skiweltmeisterschaften gewertet wurden. 1929 stand Grøttumsbråten am Holmenkollen das vierte Mal ganz oben beim Kombinationswettbewerb. Zudem konnte er bei den Norwegischen Meisterschaften 1929 in Kongsberg Silber hinter Hans Vinjarengen gewinnen.
Bei den Nordischen Skiweltmeisterschaften 1931 in Oberhof gewann Grøttumsbråten erneut die Titel über 18 km und in der Kombination, bevor er beim Holmenkollen-Festival erneut die Kombination für sich entschied und damit als Erster und bisher Einziger diesen Wettbewerb fünfmal als Sieger abschloss.
Bei seinen letzten Olympischen Winterspielen 1932 in Lake Placid konnte Grøttumsbråten mit mittlerweile 32 Jahren erneut die Kombination gewinnen. Im Skilanglauf über 18 km konnte er seinen Titel nicht verteidigen und wurde Sechster. Es war sein einziger olympischer Wettbewerb, bei dem er keine Medaille gewinnen konnte.

## Erfolge

### Olympische Winterspiele
- 1924 in Chamonix: Silber über 18 km, Bronze über 50 km, Bronze in der Nordischen Kombination
- 1928 in St. Moritz: Gold über 18 km, Gold in der Nordischen Kombination
- 1932 in Lake Placid: Gold in der Nordischen Kombination, 6. im Skilanglauf über 18 km

### Weltmeisterschaften
- 1926 in Lahti: Gold in der Nordischen Kombination
- 1931 in Oberhof: Gold über 18 km, Gold in der Nordischen Kombination

## Auszeichnungen
Bereits 1924 erhielt er gemeinsam mit seinem Landsmann und Teamkollegen Harald Økern die Holmenkollen-Medaille für seine Erfolge verliehen, wobei er seine größten Erfolge erst im Anschluss daran erreichte.